# Adolphe Delmasure
Adolphe Delmasure (né à Roubaix le 29 octobre 1890 et mort à Croix le 3 février 1978) est une personnalité de l'Action catholique du département du Nord.

## Biographie
Entré en 1909 à la Jeunesse catholique, il a lancé en 1917 le journal L'Avenir social, puis dirige à partir de janvier 1918 l'Âme française. Il est nommé président de la fédération de la Jeunesse catholique. Lors de la guerre 1914-1918, étant réformé, il s'engage dans la Croix-Rouge et son dévouement aux blessés lui vaut la médaille des épidémies. Il est à l'origine des secrétariats sociaux et de l'émergence du syndicalisme chrétien CFTC dans le Nord. Fils d'industriel et lui-même petit patron, il soutient la cause ouvrière.
Il a été décoré de l'ordre de la Francisque.
Marié en 1913, il a eu 12 enfants avec son épouse (née Louise Deldale), fondatrice de l'« Association de l'aide aux mères de famille de Roubaix ».
Il a été adjoint aux finances au maire de Croix. Une rue de la ville de Croix porte le nom d'Adolphe Delmasure, rue inaugurée en 1995.

## Distinctions
- Ordre de la Francisque

## Ouvrages
- L'esprit et la pratique de l'Action catholique, Maison de la bonne presse, 1939
- Les catholiques et la politique, éd. La Colombe, 1960[9]